# Yours, C Tour
Yours, C Tour es la segunda gira de conciertos de la cantante cubanomexicana Camila Cabello, en apoyo de su último álbum de estudio, C,XOXO (2024). Comenzó el 28 e junio de 2025 en Les Barcarès, Francia y esta programada para finalizar en São Paulo, Brasil, el 14 de septiembre de 2025. Por el momento cuenta con 20 fechas confirmadas alrededor de Europa, Asia, Ocenía y America del Sur. Marca la primera gira de conciertos de Cabello en más de siete años.

## Antecedentes
Camila Cabello lanzó su segundo álbum de estudio, Romance, en diciembre de 2019. Se esperaba que una gira de conciertos homónima por Europa y América del Norte se llevara a cabo entre mayo y octubre de 2020, pero finalmente fue cancelada debido a la pandemia de COVID-19. Su siguiente álbum, Familia, lanzado en abril de 2022, exploró su herencia mexicana y cubana, recibiendo gran reconocimiento por parte de la crítica. Incluyó destacadas presentaciones en vivo, como en el Live Lounge de la BBC, Rock in Rio y la ceremonia de apertura de la final de la UEFA Champions League 2022.También fue telonera de Coldplay en la gira Music of the Spheres en Perú y Chile. A pesar de una fuerte promoción, nunca se anunció una gira para el álbum.
Cabello comenzó a trabajar en su próximo álbum en septiembre de 2022. Prometiendo un cambio respecto a su sonido anterior, describiéndolo como una «incomodidad de cosas que no ofrecen una respuesta clara y encasillada», su cuarto álbum de estudio, C, XOXO, fue lanzado el 28 de junio de 2024, recibiendo críticas mixtas a positivas. Para promocionarlo, Cabello se presentó en una serie de festivales de música, incluyendo Glastonbury, Mawazine, el iHeart Radio Music Festival y los MTV Video Music Awards 2024. Además, en agosto de 2024, actuó en el Festival Hera HSBC en la Ciudad de México, donde compartió escenario con artistas como Danna y Demi Lovato.Durante su actuación, expresó su emoción al declarar: «Esta noche estoy en mi casa». Posteriormente, el 16 de enero de 2025, Cabello inauguró sus presentaciones del año en la Feria Estatal de León, en León, Guanajuato, en el Foro Mazda. Durante ese concierto, la cantante señaló que se trataba de su primera actuación del año, dejando entrever la posibilidad de que próximamente se anunciara una nueva gira.
Cabello reveló que anunciaría las fechas de la gira correspondiente en la alfombra roja de la 78.ª edición de los British Academy Film Awards. Las primeras fechas de la gira Yours, C Tour fueron anunciadas el 17 de febrero de 2025. Los boletos saldrán a la venta el 21 de febrero de 2025, con diversas preventas disponibles del 18 al 20 de febrero.

## Fechas
| Fechas (2025)    | Ciudad      | País         | Recinto                    | Asistencia | Recaudación |
| Europa           | Europa      | Europa       | Europa                     | Europa     | Europa      |
| ---------------- | ----------- | ------------ | -------------------------- | ---------- | ----------- |
| 28 de junio      | Le Barcarès | Francia      | Les Jardins du Lydia       | —          | —           |
| 30 de junio      | París       | Francia      | Le Zénith                  | —          | —           |
| 1 de julio       | Amsterdam   | Países Bajos | AFAS Live                  | —          | —           |
| 2 de julio       | Hamburgo    | Alemania     | Stadtpark Open Air         | —          | —           |
| 4 de julio       | Turku       | Finlandia    | Ruissalo                   | —          | —           |
| 5 de julio       | Gdynia      | Polonia      | Gdynia-Kosakowo Airport    | —          | —           |
| 8 de julio       | Londres     | Inglaterra   | Eventim Apollo             | —          | —           |
| 9 de julio       | Dublin      | Irlanda      | 3Arena                     | —          | —           |
| Asia             |             |              |                            |            |             |
| 14 de agosto     | Kaohsiung   | Taiwán       | Kaohsiung Music Center     | —          | —           |
| 16 de agosto     | Osaka       | Japón        | Expo Commemoration Park    | —          | —           |
| 17 de agosto     | Tokio       | Japón        | Zozo Marine Stadium        | —          | —           |
| 22 de agosto     | Yakarta     | Indonesia    | Jakarta International Expo | —          | —           |
| 23-24 de agosto  | Bangkok     | Tailandia    | Impact Challenger Hall     | —          | —           |
| Oceanía          |             |              |                            |            |             |
| 27 de agosto     | Melbourne   | Australia    | Margaret Court Arena       | —          | —           |
| 30 de agosto     | Sídney      | Australia    | Hordern Pavilion           | —          | —           |
| América del Sur  |             |              |                            |            |             |
| 14 de septiembre | São Paulo   | Brasil       | Interlagos Circuit         | —          | —           |
| Total            | Total       | Total        | Total                      | —          | —           |

CONCIERTOS NO CELEBRADOS
Marbella, España: 21 de junio
Barcelona, España: 24 de junio
Madrid, España: 25 de junio

## Lista de canciones
Esta lista de canciones fue tomada del show de París del 30 de junio de 2025. No representa todos los shows de la gira.
1. Shameless
2. Liar
3. Baby Pink
4. He Knows
5. Dade County Dreaming
6. Bad Kind of Butterflies
7. Never Be The Same
8. Chanel No. 5
9. Quiet
10. Used To This
11. My Oh My
12. Dream-Girls
13. Señorita
14. Bam Bam
15. B.O.A.T.
16. Easy
17. Scar Tissue
18. Bad Things
19. June Gloom
20. Move (Remix)
21. Havana
22. Don't Go Yet
23. I Luv It

### Conciertos cancelados
| Fecha        | Ciudad    | País     | Recinto                         | Motivo                |
| ------------ | --------- | -------- | ------------------------------- | --------------------- |
| 21 de junio  | Marbella  | España   | Auditorio Startlite             | Problemas logísticos. |
| 24 de junio  | Barcelona | España   | Poble Espanyol                  | Problemas logísticos. |
| 25 de junio  | Madrid    | España   | Auditorio Enrique Tierno Galván | Problemas logísticos. |
| 12 de agosto | Singapur  | Singapur | The Star Theatre                | Conflictos de agenda. |